# C/2012 E2 SWAN
C/2012 E2 (SWAN) è stata una delle più luminose comete scoperte dalla sonda spaziale SOHO. La cometa nonostante l'elevata magnitudine raggiunta al perielio non è stata osservata dalla superficie della Terra ma solo da sonde spaziali, la Soho e la STEREO-B, una delle due sonde STEREO. La cometa è stata scoperta da Vladimir Bezugly, un astrofilo ucraino tramite le immagini inviate dallo SWAN, uno dei dodici strumenti installati a bordo della SOHO, un fatto inusuale condiviso solo da una decina di altre comete dato che le altre più di 4.000 comete sono state scoperte tramite gli strumenti C2 e C3. La cometa a causa delle non sufficientemente grandi dimensioni del suo nucleo si è totalmente disgregata nelle ore in cui stava transitando al perielio. L'orbita della cometa era retrograda.

## Origine
Come la maggior parte delle comete scoperte dalla SOHO questa cometa apparteneva alla famiglia delle comete Kreutz, una famiglia originatasi da una gigantesca cometa che dopo essere stata inserita da perturbazioni gravitazionali in un'orbita con un piccolissimo perielio si è frantumata in vari pezzi, ognuno dei quali diventò a sua volta una cometa, frantumandosi al successivo passaggio al perielio a causa delle ingenti forze mareali esercitate dal Sole e dalla intensissima radiazione solare che porta la superficie di queste comete ad una temperatura di oltre 1.000 °C.